# Natação no Campeonato Mundial de Esportes Aquáticos de 2022 - 100 m borboleta masculino
A prova dos 100 metros borboleta masculino da natação no Campeonato Mundial de Esportes Aquáticos de 2022 ocorreu nos dias 23 e 24 de junho, em Budapeste, na Hungria.

## Recordes
Antes desta competição, os recordes mundiais e do campeonato nesta prova eram os seguintes:
| Tipo                  | Atleta         | Tempo  | Local   | Data                |
| --------------------- | -------------- | ------ | ------- | ------------------- |
|                       | Caeleb Dressel | 49s 45 | Tóquio  | 31 de julho de 2021 |
| Recorde do campeonato | Caeleb Dressel | 49s 50 | Gwangju | 26 de julho de 2019 |

## Medalhistas
| Ouro                | Prata                | Bronze              |
| Kristóf Milák (HUN) | Naoki Mizunuma (JPN) | Joshua Liendo (CAN) |

## Cronograma
Todos os horários são locais (UTC+2). 
| Data        | Hora  | Evento        |
| ----------- | ----- | ------------- |
| 23 de junho | 09:00 | Eliminatórias |
| 23 de junho | 18:10 | Semifinal     |
| 24 de junho | 18:44 | Final         |

## Resultados

### Eliminatórias
Esses foram os resultados das eliminatórias. A prova foi realizada no dia 23 de junho com início às 09:00.
| Pos. | Bateria | Raia | Nadador                        | Nacionalidade          | Tempo   | Notas            |
| ---- | ------- | ---- | ------------------------------ | ---------------------- | ------- | ---------------- |
| 1    | 6       | 4    | Kristóf Milák                  | Hungria                | 50.68   | Q                |
| 2    | 7       | 3    | Joshua Liendo                  | Canadá                 | 50.97   | Q                |
| 3    | 7       | 5    | Noè Ponti                      | Suíça                  | 51.17   | Q                |
| 4    | 6       | 1    | Simon Bucher                   | Áustria                | 51.18   | Q,               |
| 5    | 5       | 5    | Naoki Mizunuma                 | Japão                  | 51.46   | Q                |
| 6    | 6       | 3    | Jakub Majerski                 | Polónia                | 51.50   | Q                |
| 7    | 6       | 5    | Michael Andrew                 | Estados Unidos         | 51.57   | Q                |
| 8    | 5       | 3    | James Guy                      | Reino Unido            | 51.68   | Q                |
| 9    | 6       | 7    | Piero Codia                    | Itália                 | 51.69   | Q                |
| 10   | 5       | 2    | Jacob Peters                   | Reino Unido            | 51.75   | Q                |
| 11   | 7       | 6    | Katsuhiro Matsumoto            | Japão                  | 51.78   | Q                |
| 12   | 5       | 4    | Matthew Temple                 | Austrália              | 51.86   | Q                |
| 13   | 6       | 6    | Federico Burdisso              | Itália                 | 51.92   | Q                |
| 14   | 6       | 0    | Gal Cohen Groumi               | Israel                 | 51.96   | Q                |
| 15   | 7       | 2    | Nyls Korstanje                 | Países Baixos          | 51.97   | Q                |
| 16   | 5       | 1    | Tomer Frankel                  | Israel                 | 52.12   | Q                |
| 17   | 7       | 7    | Wang Changhao                  | China                  | 52.15   |                  |
| 18   | 6       | 2    | Matheus Gonche                 | Brasil                 | 52.27   |                  |
| 19   | 4       | 4    | Jan Eric Friese                | Alemanha               | 52.39   |                  |
| 20   | 7       | 1    | Youssef Ramadan                | Egito                  | 52.42   |                  |
| 21   | 3       | 4    | Rasmus Nickelsen               | Dinamarca              | 52.54   |                  |
| 22   | 5       | 7    | Kyle Chalmers                  | Austrália              | 52.70   |                  |
| 23   | 4       | 3    | Clément Secchi                 | França                 | 52.76   |                  |
| 24   | 3       | 6    | Konstantinos Stamou            | Grécia                 | 52.77   |                  |
| 25   | 4       | 0    | Jorge Eliezer Otaiza Hernandez | Venezuela              | 52.78   |                  |
| 25   | 7       | 8    | Vinicius Lanza                 | Brasil                 | 52.78   |                  |
| 27   | 4       | 5    | Wang Kuan-hung                 | Taipé Chinesa          | 52.80   |                  |
| 28   | 4       | 1    | Alex Ahtiainen                 | Estónia                | 52.86   |                  |
| 29   | 7       | 9    | Chen Juner                     | China                  | 52.91   |                  |
| 30   | 4       | 6    | Alberto Lozano                 | Espanha                | 52.98   |                  |
| 31   | 5       | 8    | Finlay Knox                    | Canadá                 | 53.05   |                  |
| 32   | 4       | 2    | Adilbek Mussin                 | Cazaquistão            | 53.09   |                  |
| 33   | 3       | 5    | Navaphat Wongcharoen           | Tailândia              | 53.20   |                  |
| 34   | 4       | 7    | José Ángel Martínez            | México                 | 53.22   |                  |
| 35   | 5       | 0    | Antani Ivanov                  | Bulgária               | 53.36   |                  |
| 36   | 6       | 9    | Louis Croenen                  | Bélgica                | 53.38   |                  |
| 37   | 4       | 8    | Deividas Margevičius           | Lituânia               | 53.44   |                  |
| 38   | 3       | 8    | Oskar Hoff                     | Suécia                 | 53.58   |                  |
| 38   | 4       | 9    | Moon Seung-woo                 | Coreia do Sul          | 53.58   |                  |
| 40   | 3       | 9    | Adam Halas                     | Eslováquia             | 54.02   |                  |
| 41   | 6       | 8    | Matthew Sates                  | África do Sul          | 54.17   |                  |
| 42   | 3       | 2    | Sajan Prakash                  | Índia                  | 54.39   |                  |
| 43   | 2       | 4    | Steven Aimable                 | Senegal                | 54.65   |                  |
| 44   | 3       | 7    | Abeku Jackson                  | Gana                   | 54.67   |                  |
| 45   | 3       | 1    | Nicholas Lim                   | Hong Kong              | 54.77   |                  |
| 46   | 2       | 6    | Tomas Lomero Arenas            | Andorra                | 55.04   | Recorde nacional |
| 47   | 3       | 0    | Mehrshad Afghari               | Irão                   | 55.12   |                  |
| 48   | 2       | 3    | Felipe Baffico                 | Chile                  | 55.32   |                  |
| 49   | 2       | 7    | Yousuf Al-Matrooshi            | Emirados Árabes Unidos | 55.37   |                  |
| 50   | 2       | 2    | Esteban Nuñez Del Prado        | Bolívia                | 55.61   |                  |
| 51   | 3       | 3    | Glenn Sutanto                  | Indonésia              | 55.94   |                  |
| 52   | 1       | 1    | Mathieu Bachmann               | Egito                  | 56.85   |                  |
| 53   | 1       | 0    | Gerald Hernández               | Nicarágua              | 57.75   |                  |
| 54   | 2       | 1    | Collins Saliboko               | Tanzânia               | 57.90   |                  |
| 55   | 1       | 3    | Mahmoud Abu Gharbieh           | Palestina              | 58.36   |                  |
| 56   | 2       | 0    | Raphael Emmanuel Grand'Pierre  | Haiti                  | 59.08   |                  |
| 57   | 1       | 6    | Jenebi Benoit                  | Granada                | 59.63   |                  |
| 58   | 1       | 2    | Mohamad Masoud                 | Atleta refugiado       | 59.78   |                  |
| 59   | 2       | 8    | Finau Ohuafi                   | Tonga                  | 59.83   |                  |
| 60   | 1       | 9    | Abdulhai Abdulmenem Sh Ashour  | Líbia                  | 1:00.68 |                  |
| 61   | 2       | 9    | Isihaka Irankunda              | Ruanda                 | 1:02.25 |                  |
| 62   | 1       | 8    | Israel Poppe                   | Guam                   | 1:02.72 |                  |
| 63   | 1       | 7    | Nasser Saif Al Kindi           | Kuwait                 | 1:03.73 |                  |
| 64   | 1       | 5    | Kinley Lhendup                 | Butão                  | 1:04.07 |                  |
| 65   | 1       | 4    | Simanga Dlamini                | Essuatíni              | 1:04.46 |                  |
| 66   | 2       | 5    | Salvador Gordo                 | Angola                 | DNS     | DNS              |
| 66   | 5       | 6    | Szebasztián Szabó              | Hungria                | DNS     | DNS              |
| 66   | 7       | 0    | Chad Le Clos                   | África do Sul          | DNS     | DNS              |
| 66   | 7       | 4    | Caeleb Dressel                 | Estados Unidos         | DNS     | DNS              |
| 66   | 5       | 9    | Teong Tzen Wei                 | Singapura              | DSQ     | DSQ              |

### Semifinal
Esses foram os resultados das semifinais. A prova foi realizada no dia 23 de junho com início às 18:10.
| Pos. | Bateria | Raia | Nadador             | Nacionalidade  | Tempo | Notas            |
| ---- | ------- | ---- | ------------------- | -------------- | ----- | ---------------- |
| 1    | 2       | 4    | Kristóf Milák       | Hungria        | 50.14 | Q                |
| 2    | 2       | 3    | Naoki Mizunuma      | Japão          | 50.81 | Q,               |
| 3    | 1       | 4    | Joshua Liendo       | Canadá         | 51.14 | Q                |
| 4    | 2       | 5    | Noè Ponti           | Suíça          | 51.18 | Q                |
| 5    | 1       | 5    | Simon Bucher        | Áustria        | 51.22 | Q                |
| 6    | 1       | 3    | Jakub Majerski      | Polónia        | 51.24 | Q                |
| 6    | 1       | 7    | Matthew Temple      | Austrália      | 51.24 | Q                |
| 8    | 2       | 6    | Michael Andrew      | Estados Unidos | 51.28 | Q                |
| 9    | 2       | 8    | Nyls Korstanje      | Países Baixos  | 51.41 | Recorde nacional |
| 10   | 2       | 1    | Federico Burdisso   | Itália         | 51.45 |                  |
| 11   | 1       | 2    | Jacob Peters        | Reino Unido    | 51.50 |                  |
| 11   | 1       | 6    | James Guy           | Reino Unido    | 51.50 |                  |
| 13   | 2       | 7    | Katsuhiro Matsumoto | Japão          | 51.57 |                  |
| 14   | 2       | 2    | Piero Codia         | Itália         | 51.73 |                  |
| 15   | 1       | 1    | Gal Cohen Groumi    | Israel         | 51.79 | Recorde nacional |
| 16   | 1       | 8    | Tomer Frankel       | Israel         | 51.83 |                  |

### Final
A final foi realizada em 24 de junho às 18:44.
| Pos.              | Raia | Nadador        | Nacionalidade  | Tempo | Notas |
| ----------------- | ---- | -------------- | -------------- | ----- | ----- |
| Medalha de ouro   | 4    | Kristóf Milák  | Hungria        | 50.14 |       |
| Medalha de prata  | 5    | Naoki Mizunuma | Japão          | 50.94 |       |
| Medalha de bronze | 3    | Joshua Liendo  | Canadá         | 50.97 |       |
| 4                 | 8    | Michael Andrew | Estados Unidos | 51.11 |       |
| 5                 | 1    | Matthew Temple | Austrália      | 51.15 |       |
| 6                 | 2    | Simon Bucher   | Áustria        | 51.28 |       |
| 7                 | 7    | Jakub Majerski | Polónia        | 51.35 |       |
| 8                 | 6    | Noè Ponti      | Suíça          | 51.51 |       |

Legenda
| Recorde mundial       | Recorde mundial (World record)               |                       | Recorde africano                      | Recorde africano (African) |                                           | Q | Classificado por posição (Qualified) |
| Recorde do campeonato | Recorde do campeonato (Championship record)  | Recorde da América    | Recorde da América (Americas)         | q                          | Classificado por melhor tempo (Qualified) |   |                                      |
| Melhor marca do ano   | Melhor marca do ano (World leading)          | Recorde asiático      | Recorde asiático (Asian)              | DNS                        | Não largou (Did not start)                |   |                                      |
| Recorde nacional      | Recorde nacional (National record)           | Recorde europeu       | Recorde europeu (European)            | DNF                        | Não terminou (Did not finish)             |   |                                      |
| Recorde pessoal       | Recorde pessoal do atleta (Personal best)    | Recorde da Oceania    | Recorde da Oceania (Oceania)          | DSQ / DQ                   | Desclassificado (Disqualified)            |   |                                      |
| Recorde da temporada  | Recorde da temporada do atleta (Season best) | Recorde sul-americano | Recorde sul-americano (South America) | NM                         | Sem marca (No mark)                       |   |                                      |